# Ioannes

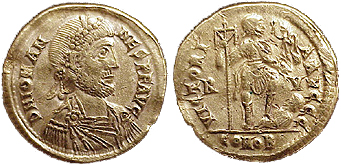

Ioannes (n. secolul al IV-lea d.Hr., Aquileia, Italia – d. mai 425 d.Hr., Aquileia, Italia) a fost un uzurpator roman (27 august 423 - mai 425), oponent al împăratului Valentinian al III-lea. La moartea împăratului Honorius (27 august 423), Teodosiu al II-lea, conducătorul rămas din Dinastia Teodosiană, a ezitat să anunțe moartea unchiului său. În interregn, patricianul lui Honorius din momentul morții sale, Flavius Castinus, l-a desemnat pe Ioannes ca împărat.